# Don Sutton
Pour les articles homonymes, voir Sutton.

Donald Howard Sutton, né le 2 avril 1945 à Clio (Alabama), mort le 19 janvier 2021 à Rancho Mirage (Californie), est un ancien lanceur de la Ligue majeure de baseball qui a joué pour 5 équipes differentes. Il est parmi les lanceurs ayant gagné 300 parties. Il a joué dans les Ligues majeures entre 1966 et 1988. Au moment de sa retraite, ses 324 victoires furent le meilleur total obtenu par un droitier depuis 1930 (Grover Cleveland Alexander a gagné 373 parties). Il fut aussi un excellent lanceur de puissance, avec 3574 retraits sur les prises en 5282,1 manches.
Sutton fut élu au Temple de la renommée du baseball en 1998 comme membre des Dodgers de Los Angeles malgré le fait qu'il avait gagné 20 parties en une saison une seule fois et n'avait jamais gagné un trophée Cy Young. 
Il fut élu quatre fois à l'équipe des étoiles, où il a lancé 8 manches sans permettre aucun point, et fut élu le meilleur joueur du match des étoiles en 1977.
Sutton joue pour les Dodgers de Los Angeles de 1966 à 1980, les Astros de Houston en 1981 et 1982, les Brewers de Milwaukee de 1982 à 1985, les 
Athletics d'Oakland en 1985, les Angels de la Californie de 1985 à 1987, et termine sa carrière en août 1988 chez les Dodgers.
Comme frappeur, Don Sutton détient un record peu enviable : le plus grand nombre de passages au bâton (1 559) et de présences officielles au bâton (1 354) en carrière sans jamais frapper un seul coup de circuit. Il n'en réussit pas davantage en 24 passages au bâton (20 présences officielles) dans les séries éliminatoires.